# تومئة (برمجة)
التَوْمِئَة أو السيمافور (بالإنجليزية: Semaphore)‏ في علم الحاسوب، هو متغير أو نوع بيانات مجرد يوفر تجريدًا بسيطًا لكن مفيد للتحكم في الوصول إلى مورد مشترك بواسطة معالجات متعددة في بيئة حوسبة متوازية. أو للتحكم في الوصول لمورد مشترك تسعى عدة عمليات إلى الوصول إليه في نظام حوسبة متزامنة، ومثال لذلك نظم التشغيل التي تتيح تعدد المهام. اختر أتى بالسيمافور عالم الحاسوب الهولندي ادسخر دكسترا وقد لاقت استعمالًا واسعًا في العديد من أنظمة التشغيل.